# Душевине
Душевине су насељено мјесто у Босни и Херцеговини у општини Илијаш које административно припада Федерацији Босне и Херцеговине. Према попису становништва из 1991. у насељу је живјело 49 становника.

## Становништво
| Националност       | 1991. | 1981. | 1971. | 1961. |
| Срби               | 49    | 68    | 48    | 62    |
| Југословени        |       | 4     |       |       |
| Хрвати             |       |       | 3     |       |
| Црногорци          |       | 1     |       |       |
| остали и непознато |       |       | 1     |       |
| Укупно             | 49    | 73    | 52    | 62    |

| Демографија | Демографија | Демографија |
| Година      | Становника  | Становника  |
| ----------- | ----------- | ----------- |
| 1961.       | 62          |             |
| 1971.       | 52          |             |
| 1981.       | 73          |             |
| 1991.       | 49          |             |